# Salacia le-testui
Salacia le-testui är en benvedsväxtart som beskrevs av François Pellegrin. Salacia le-testui ingår i släktet Salacia och familjen Celastraceae. Inga underarter finns listade.